# Agrilus inhabilis
Agrilus inhabilis är en skalbaggsart som beskrevs av Charles Kerremans 1900. Agrilus inhabilis ingår i släktet Agrilus och familjen praktbaggar.

## Underarter
Arten delas in i följande underarter:
- A. i. inhabilis
- A. i. cuprinus
- A. i. chalcogaster